# Idle Hands
Idle Hands is een album van de Palm Desert Scene band Fatso Jetson uit 2016. Het is het eerste album dat de band bij het label Heavy Psych Sounds uitbracht. Het album verscheen zowel op een cd als een elpee.

## Nummers
| nr. | titel                  | duur |
| --- | ---------------------- | ---- |
| 1   | Wire Wheels And Robots | 5:54 |
| 2   | Portuguese Dream       | 2:42 |
| 3   | Royal Family           | 4:52 |
| 4   | Nervous Eater          | 4:17 |
| 5   | Seroquel               | 6:33 |
| 6   | Idle Hands             | 5:45 |
| 7   | Last Of The Good Times | 5:23 |
| 8   | Then And Now           | 5:27 |
| 9   | The Vincent Letter     | 6:56 |
| 10  | 48 Hours               | 4:26 |
| 11  | Dream Homes            | 4:06 |

## Bandleden
- Dino Lalli - Gitaar
- Mario Lalli - Zang en gitaar
- Lawrence Lalli - Basgitaar
- Anthony Tornay - Drums
- Mathias Schneeberger - Piano, gitaar, basgitaar
- Sean Wheeler - Spiritual Guido
- Olive Lalli